# Der gute Hirte (Neuendettelsau)

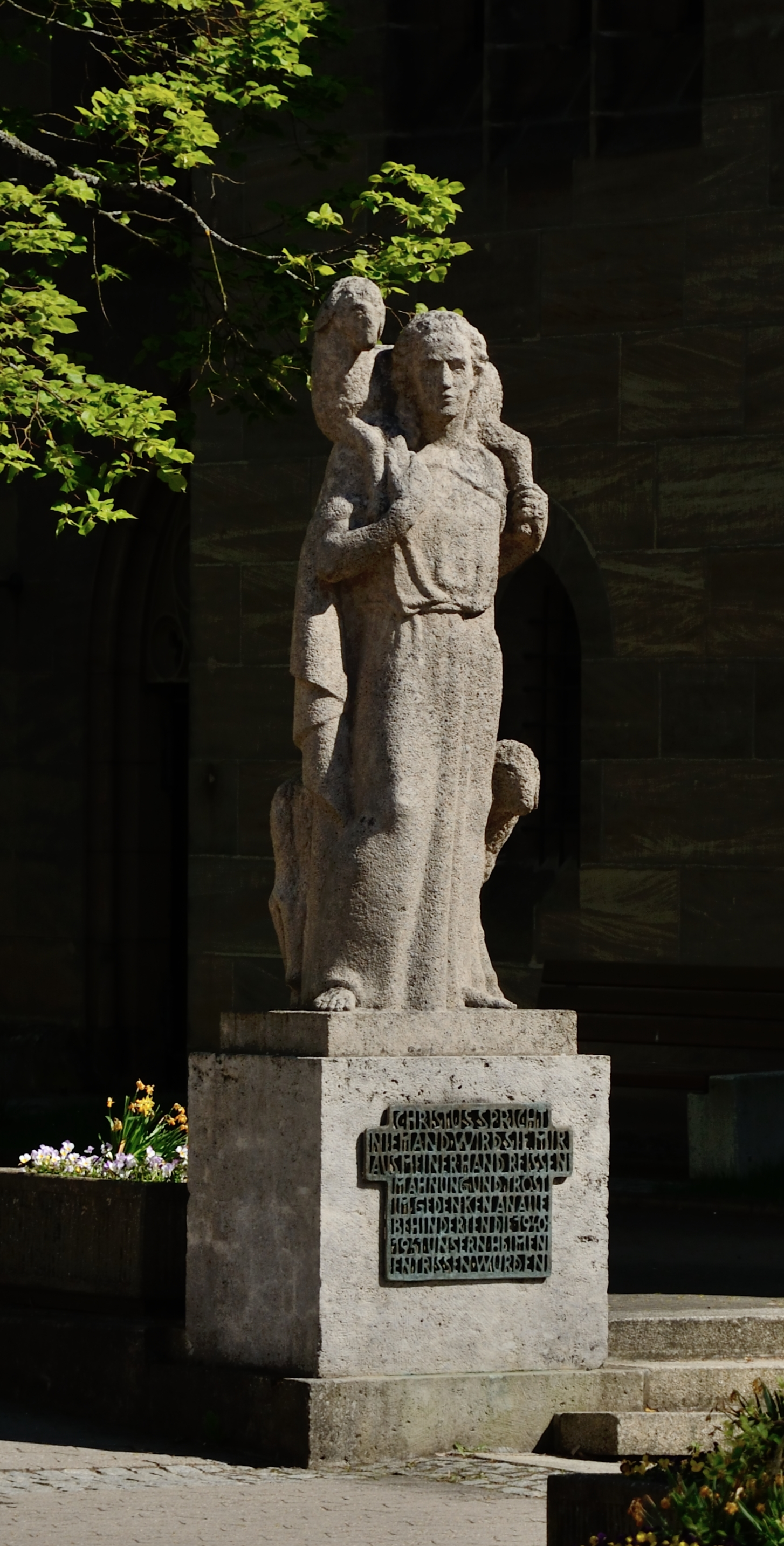
Der gute Hirte

Der gute Hirte ist eine Statue aus Sandstein, die vom Bildhauer Karl Hemmeter geschaffen wurde. Sie steht nördlich der Laurentiuskirche in Neuendettelsau. Sie stellt Jesus als guten Hirten (Joh 10,11.14 ) dar mit einem Schaf auf dem Rücken und einem anderen Schaf, das sich hinter ihm befindet. 
Erst unter Rektor Heinz Miederer wurde die Statue am Buß- und Bettag (18. 11.) 1981 zu einem Mahnmal für die Euthanasieopfer umgewidmet, indem der bronzene Schriftzug auf dem Sockel hinzugefügt wurde: „Christus spricht: ‚Niemand wird sie mir aus meiner Hand reißen‘ (Joh 10,28 ). Mahnung und Trost im Gedenken an alle Behinderten die 1940–1941 unseren Heimen entrissen wurden.“
Von den 1700 behinderten Menschen, die in den Anstalten der Diakonie Neuendettelsau (Neuendettelsau, Engelthal, Polsingen, Bruckberg, Himmelkron) lebten, wurden 1205 Behinderte im Zuge der „Aktion T4“ (Ausrottung lebensunwerten Lebens) 1940/41 in die Anstalten Ansbach, Erlangen und Kutzenberg verlegt. Ein Teil starb dort bereits an den Folgen von medizinischen Experimenten (Hunger-Diät, Giftspritzen), die übrigen wurden in NS-Tötungsanstalten umgebracht.